# 習志野市立第七中学校
習志野市立第七中学校（ならしのしりつ だいななちゅうがっこう）は、千葉県習志野市香澄六丁目にある公立中学校。通称は「七中」。

## 沿革
- 1980年3月 - 東京湾岸の第二次埋め立てによる埋立地に造成された秋津と香澄の新興住宅地を学区として、習志野市立第七中学校として創立。
- 1980年3月21日 工事完了（普通教室12、特別教室6）
- 1980年4月5日 開校式（開校宣言）、始業式
- 1980年12月5日 校章制定
- 1981年3月6日 校歌制定
- 1981年12月5日 校舎増築工事完了（普通教室12、特別教室5）
- 1982年3月25日 体育館新築工事完了
- 1982年4月12日 自校給食開始
- 1984年9月1日 25 mプール落成
- 1988年4月1日 県生徒指導推進地域推進校に指定される
- 1989年12月11日 自転車置場工事完了
- 1991年9月2日 コンピュータ室工事完了
- 1992年4月1日 社会福祉協議会より福祉教育推進校の指定を受ける
- 1992年9月1日 LL教室工事完了
- 1993年4月1日 市教育委員会研究指定 (学習指導全般)を受ける
- 1993年6月23日 千教研技術家庭科部会研究大会
- 1995年6月28日 新しい学力観にもとづく学習指導 (市指定)研究発表会
- 2004年4月1日 (市指定) 教育課程研究指定校
- 2004年11月10日 市指定・自主公開研究会開催
- 2005年11月8日 小中高連携授業公開
- 2006年4月1日 福祉教育推進校の指定を受ける
- 2007年 10月31日 耐震大規模改造工事完了
- 2008年3月20日 体育館外装、内装工事完了
- 2016年10月28日 千葉県道徳教育研究大会　習志野大会　授業展開実施
- 2019年5月5日 創立40周年を記念して「子どもにかえる子どもの日」七中卒業生の集いを実施。 600人以上の卒業生、35人の教員、PTAや地域のボランティアスタッフを合わせ700人が参加。

## 通学区域
- 習志野市立秋津小学校区 全域

秋津 全域
茜浜 全域
- 習志野市立香澄小学校区 全域

香澄 全域
芝園 (習志野市) 全域
- 習志野市立谷津南小学校 一部

谷津3丁目1番

## 交通
- 京葉線新習志野駅下車 徒歩15分。または京成バス津51系統津田沼駅乗車、「香澄6丁目」停留所下車すぐ。